# Géraud de Niort
Géraud de Niort, ou Géraud d'Aniort, mort en 1256 à Escouloubre , fut vicomte de Sault, et seigneur de Niort dans le Razès, seigneur de Montréal et de Roquefeuil.

## Biographie
Géraud est le fils de Guillaume de Niort et d'Esclarmonde de Montréal-Laurac, il est notamment le frère de Bernard-Othon de Niort, seigneur de Laurac, et l'un des frères maudits. En 1213, il participe à la bataille de Muret avec son père (?) et ses frères Bernard, Guillaume, Guilhem-Bernard et Raymond de Roquefeuil. Géraud épouse Sancie d'Aragon, fille du comte Sanche de Roussillon, et petite-fille de Raymond-Béranger IV de Barcelone et de la reine Pétronille d'Aragon.
En 1237, il est condamné pour hérésie, ainsi que Guilhem-Bernard de Niort et Esclarmonde, leur mère par contumace (ibid., fol. 166).
En 1240, à Duilhac-sous-Peyrepertuse, Géraud de Niort se soumet au roi de France Louis IX (Saint Louis). Il échappe ainsi au siège de Montségur.
En octobre de la même année, Louis IX ordonne au sénéchal Hugues des Arcis de rendre aux Niort les revenus de certaines de leurs terres, mais confisque les châteaux. Ainsi, de 1240 à 1256, les Niort continueront à toucher les revenus de leurs terres. En 1246, le roi rend notamment le village de Paraza à Géraud.
Mais en 1255-1256, après la mort de Géraud, Saint Louis ordonne au sénéchal Pierre d'Auteuil de mettre la main définitivement sur les biens des Niort, et de faire raser leurs châteaux.